# Евтимия Хаджитонева
Евтимия Панова Хаджитонева (изписване до 1945 година: Евтимия хаджи Тонева) е българска просветна деятелка и революционерка, деятелка на Вътрешната македоно-одринска революционна организация.

## Биография
Родена е във Велес, Османската империя, днес Северна Македония, в семейството на Пано и Лена Карабущанови. Омъжва се в семейство Хаджитоневи. Става българска учителка и влиза във ВМОРО. Става една от главните куриерки на Гоце Делчев за Велешко и Тиквешко. Един ден на път за работа в училището в Сирково, при преминаване с лодка през Черна, лодката се обръща и Евтимия с пистолет и писма на Делчев пада във водата. Спасена е от турци, които обаче откриват писмата и пистолета. Евтимия Хаджитонева е арестувана и осъдена на 101 години затвор. Затворена е в Беяс Куле в Солун.
След Младотурската революция в 1908 година е амнистирана, но умира вследствие на мъченията в 1913 година.
Дъщеря ѝ Донка Хаджитонева е отгледана от сестра ѝ София в Солун и става преподавателка по френски Солун и Скопие.